# Mac & Devin Go to High School
Mac & Devin Go to High School è un film del 2012 diretto da Dylan Brown.
L'accoglienza della critica è stata estremamente negativa.

## Trama
La storia segue due studenti delle scuole superiori, il geniale Devin e il cattivo Mac, quest'ultimo un fumatore di marijuana che fa amicizia con Devin e lo introduce alla cannabis.

## Produzione
Snoop Dogg ha annunciato l'intenzione di pubblicare un film e una colonna sonora con Wiz Khalifa nel gennaio 2011, con l'uscita della canzone Dat Good, originariamente destinata a essere il singolo principale della colonna sonora.
Wiz Khalifa ha parlato della colonna sonora, affermando: «È davvero un grosso problema perché nessuno ha mai fatto una cosa del genere, per quanto riguarda un veterano del gioco, un "OG" [original gangster], un pioniere e poi il ragazzo più nuovo, più giovane ed eccitante del rap che si è fatto avanti, in realtà è semplicemente dare alle persone un progetto completo... ne sono un fan, mi preparo dal realizzarlo, [ne sono] un grande fan. Non vedo l'ora».
L'omonima colonna sonora di accompagnamento è stata poi pubblicata, in promozione per il film, nel dicembre 2011.

## Distribuzione
Il film è stato distribuito come esclusiva DVD e Blu-ray il 3 luglio 2012.
In Italia il film è stato pubblicato su Netflix il 27 aprile 2016.